# 상하이 대학

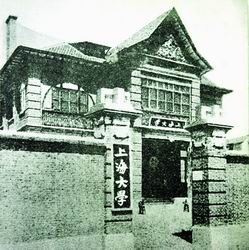
1920년대의 상하이 대학

상하이 대학(上海大学, 영어: Shanghai University)은 중국 상하이에 위치한 공립 대학이다. 이 학교의 총장 치엔웨이장(钱伟长)은 1982년부터 그가 죽은 2010년까지 역임하였다.
상하이 대학은 국가 주도 연구 대학 가운데 하나인데, 상위 대학 가운데 프로젝트 211 목록에 속해 있다.